# Deniz Pıtır
Deniz Pıtır (* 11. Juni 1987 in Ereğli) ist ein türkischer Fußballspieler. 

## Karriere
Pıtır begann seine Profikarriere im Jahr 2005 bei Şanlıurfaspor, kam hier zu 21 Einsätzen und wurde 2008 für kurze Zeit an Konya Şekerspor ausgeliehen. Nach Ende der Leihfrist wechselte er im selben Jahr noch zu Elazığspor, wo er regelmäßig zu Einsätzen kam. 2011 spielte er für ein Jahr bei Fethiyespor, bevor er 2012 zu Körfez İskenderunspor wechselte, wo er Stammspieler wurde. Aufgrund seiner anscheinend guten Leistungen wurde er 2014 vom Zweitligisten Karşıyaka SK verpflichtet.
Im Winter 2014/15 wechselte er zum Drittligisten Fethiyespor. und über Elaziz Belediyespor, wo er kaum zum Einsatz kam, weiter in den Amateurbereich zu Ereğlispor, wo er seit 2017 unter Vertrag steht.